# イ・ミンジェ (アイスホッケー)
イ・ミンジェ（2000年3月23日 - ）は、韓国出身のプロアイスホッケー選手。ポジションはディフェンス。アジアリーグアイスホッケーのHLアニャンに所属。

## 経歴
景城高等学校出身。
2017-2018シーズンから2019-2020シーズンまでスロバキアの2部リーグであるTIPOSスロベンスカ・ホッケー・リーガのスパルタク・ドゥブニカ・ナド・バフォームでプレーした。
その後、高麗大学へ進学。
2022-2023シーズンにHLアニャンへ入団。
2023-2024シーズンはチームが2シーズン連続となる8度目の優勝を果たし、イも優勝を経験することになった。